# Qualificazioni alla Coppa delle nazioni africane 2023 - Gruppo A

## Classifica
| Squadra             | Pt | G | V | N | P | GF | GS | DR  |
| ------------------- | -- | - | - | - | - | -- | -- | --- |
| Nigeria             | 12 | 5 | 4 | 0 | 1 | 16 | 4  | +12 |
| Guinea-Bissau       | 10 | 5 | 3 | 1 | 1 | 9  | 4  | +5  |
| Sierra Leone        | 5  | 5 | 1 | 2 | 2 | 9  | 9  | 0   |
| São Tomé e Príncipe | 1  | 5 | 0 | 1 | 4 | 3  | 20 | -17 |

## Risultati

### 1ª giornata
| Arbitro: | Adalbert Diouf |

|                                                    |           |            |
| Semedo 40’ Gano 50’, 58’ Banjaqui 80’ Jorginho 87’ | Marcatori | 40’ Viegas |

| Arbitro: | Ibrahim Kalilou Traore |

|                       |           |            |
| Iwobi 16’ Osimhen 41’ | Marcatori | 11’ Morsay |

### 2ª giornata
| Arbitro: | Osiase Koto |

|  |           |                                                                                    |
|  | Marcatori | 9’, 48’, 65’, 84’ Osimhen 43’, 60’ Moffi 55’ Etebo 63’ Lookman 90+2’ (rig.) Dennis |

| Arbitro: | Abdulwahid Huraywidah |

|                           |           |              |
| Kargbo 78’ Mu. Kamara 87’ | Marcatori | 49’ Jorginho |

### 3ª giornata
| Arbitro: | Mawabwe Bodjona |

|                     |           |               |
| Bundu 48’ Komeh 78’ | Marcatori | 43’, 59’ Leal |

| Arbitro: | Mahmoud El Banna |

|  |           |           |
|  | Marcatori | 29’ Baldé |

### 4ª giornata
| Arbitro: | Jean Philippe Vlei Patrick Tanguy |

|  |           |                      |
|  | Marcatori | 7’ Samura 28’ Koroma |

| Arbitro: | Samir Guezzaz |

|  |           |                  |
|  | Marcatori | 30’ (rig.) Simon |

### 5ª giornata
| Arbitro: | Jean Ouattara |

|  |           |          |
|  | Marcatori | 55’ Gano |

| Arbitro: | Mahmood Ismail |

|                      |           |                                  |
| Bundu 41’ Kargbo 84’ | Marcatori | 19’, 32’ Osimhen 90+5’ Iheanacho |

### 6ª giornata
| Uyo 10 settembre 2023, ore UTC+1 | Nigeria | – | São Tomé e Príncipe | Stadio internazionale Godswill Akpabio |

| settembre 2023 | Guinea-Bissau | – | Sierra Leone |  |